# Muang Laongam
Muang Laongam är ett distrikt i Laos.   Det ligger i provinsen Salavan, i den södra delen av landet, 500 km sydost om huvudstaden Vientiane.